# Glauraspidia microptera
Glauraspidia microptera är en stekelart som först beskrevs av Hartig 1840.  Glauraspidia microptera ingår i släktet Glauraspidia, och familjen glattsteklar. Arten är reproducerande i Sverige.